# Indriķis Mārtiņš Hermanis Jurko
Indriķis Mārtiņš Hermanis Jurko (ur. 10 września 1893, zm. 8 kwietnia 1971 w Kolonii) – łotewski wojskowy (podpułkownik, Waffen-Obersturmbannführer der SS), komendant Ordnungs-Hilfspolizei w Rydze, a następnie dowódca 19 Pułku Artylerii SS 19 Dywizji Grenadierów SS i zastępca dowódcy 15 Batalionu Zapasowego SS 15 Dywizji Grenadierów SS podczas II wojny światowej.
W październiku 1914 r. wstąpił do armii rosyjskiej, biorąc udział w I wojnie światowej. Służył w brygadzie artylerii w Moskwie. W 1915 r. został przeniesiony do samodzielnego oddziału artylerii konnej w Samarze (od lipca 1917 r. jako podporucznik, a od lutego 1918 r. jako porucznik). W kwietniu 1918 r. został zwolniony ze służby wojskowej. W grudniu tego roku wstąpił do nowo formowanej armii łotewskiej, dostając stopień porucznika. Służył w 1 Samodzielnej Kompanii, przekształconej później w Batalion. W lipcu 1919 r. przeszedł do batalionu w Malienas. Od sierpnia tego roku służył w 1 Pułku Piechoty w Lipawie. We wrześniu przeniesiono go do rezerwy artylerii. W grudniu dostał przydział do pułku artylerii w Kurzeme. W 1921 r. awansował na kapitana, a w 1930 r. – podpułkownika. Od 1926 r. był dowódcą baterii, a następnie pułku artylerii w Zemgale. W kwietniu 1940 r. został zwolniony ze służby wojskowej. Po zajęciu obszaru Łotwy przez wojska niemieckie w 1941 r., podjął współpracę z okupantami. Od 7 kwietnia 1943 r. był komendantem Ordnungs-Hilfspolizei w Rydze. 7 marca 1944 r. objął dowództwo Artilerie-Ausbildungs-Regiment, przemianowanego w czerwcu na SS-Artillerie Regiment 19 (lett.Nr.2) w składzie 19 Dywizji Grenadierów SS. Miał stopień Waffen-Obersturmbannführera der SS. Od 26 lipca 1944 r. był zastępcą dowódcy 15 Waffen-Grenadier-Ausbildungs- und Ersatz-Bataillon der SS 15 Dywizji Grenadierów SS. W pierwszych dniach maja 1945 r. został schwytany przez czechosłowackich partyzantów komunistycznych i przekazany Sowietom. Po 5 latach został zwolniony, po czym wyjechał do zachodnich Niemiec, gdzie zmarł 8 kwietnia 1971 r.
Był odznaczony m.in. rosyjskim Orderem Św. Stanisława 3 klasy, Orderami Św. Anny 3 i 4 klasy, litewskim Medalem 10-lecia Odzyskania Niepodległości, łotewskimi Orderami Trzech Gwiazd 4 i 5 klasy.